# دخمه سنگی قارنی یارخ
دخمه سنگی قارنی یارخ مربوط به هزاره اول قبل از میلاد - دوره مادها است و در حومه سلماس واقع شده و این اثر در تاریخ ۱ فروردین ۱۳۴۷ با شمارهٔ ثبت ۸۱۰ به‌عنوان یکی از آثار ملی ایران به ثبت رسیده است.